# 仮面ライダーBlack PART⊗ イミテーション・7
『仮面ライダーBlack PART⊗ イミテーション・7』は、島本和彦が1989年に発表した短編漫画。同年4月10日発売の『週刊少年サンデー』30周年記念増刊号に掲載された。書籍では20年以上後、2011年12月27日発売の『仮面ライダーZO 完全版』に収録された。
本作品のタイトルは、『仮面ライダーBlack』と大きくタイトルが書かれ、その下に「PART（○の中に×）イミテーション・7」とサブタイトルが書かれている。（○の中に×）の部分には、ルビは振られておらず、読み方は不明。
石ノ森章太郎の漫画版『仮面ライダーBlack』および特撮ドラマ版『仮面ライダーBLACK』を下敷きにした、外伝的な物語であり、本来の主人公である仮面ライダーBLACK（南光太郎）は脇役となっている。また、この作品に登場する仮面ライダーBLACKは、漫画版と実写版を折衷したデザインとなっている（南光太郎は実写版を演じた倉田てつをに似せて描かれている）。

## あらすじ
本作品の主人公はブラックダミーと呼ばれるサイボーグに改造された青年、太刀川洋（たちかわ ひろし）である。ブラックダミーとは対仮面ライダーBLACKを念頭に怪人を訓練する目的で作られた実験台で、ほぼ本物と変わりない身体能力を持つ（ただし、世紀王の証である「賢者の石」は埋め込まれていない）。物語は「練習台」としての死を是としない太刀川が、ゴルゴムの訓練施設を脱出する場面より始まる。
追っ手と戦いながらも脱走に成功した太刀川は、以前率いた暴走族グループへと舞い戻る。人間離れした力で再びグループを掌握した彼は、以前のように暴走行為にふけることになる。ある夜、太刀川は超絶的なテクニックを誇るバイク乗り（南光太郎：仮面ライダーBLACK）にレースを挑む。結果は太刀川のクラッシュで大敗に終わり、南は言葉もかけずに走り去ってゆく。
時を同じくして、訓練施設からの刺客が事故現場を捕捉、異形の姿に変身して太刀川の仲間を惨殺してゆく。一度は怯えて逃げ出した太刀川であるが、瀕死の仲間の懇願により仇討ちを決意。どこからともなく現れた本物の仮面ライダーBLACKと共に刺客を打ち倒す。
ラストではテレビ放映時のテーマソング「仮面ライダーBLACK」の歌詞と共に、ゴルゴム訓練施設の壊滅が語られ、本作品は幕を閉じる。